# KV38
KV38是位于埃及帝王谷的一座古埃及陵墓。它曾被用于重新埋葬第十八王朝法老图特摩斯一世，他的图特摩斯三世将其遗体从KV20移动到了KV38。